# Kenneth Bengtsson
Per-Erik Kenneth Bengtsson, född 4 januari 1961 i Ljungby församling, Kronobergs län, är en svensk företagsledare som är styrelseordförande för Ahlsell, Clas Ohlson, Ersta sjukhus, Systembolaget och World Childhood Foundation. Han är också ledamot i styrelserna för Herenco och Synsam.
Bengtsson har tidigare varit koncernchef och VD för Ica (2001–2012) samt styrelseordförande för Svensk Handel (2005–2010) och Svenskt Näringsliv (2010–2013).
Han är utbildad till gymnasieekonom.